# 에멘탈

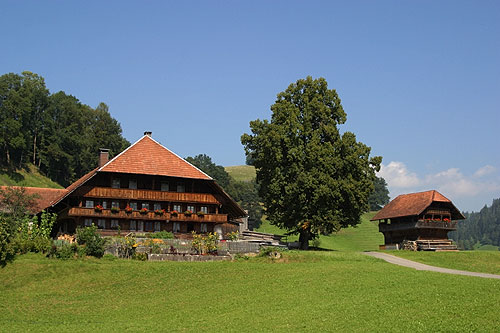
에멘탈 농가

에멘탈(Emmental)은 스위스의 중서부에 위치한 계곡으로, 베른주의 일부를 형성한다. 에메강과 일피스강 유역을 구성하는 언덕 풍경을 보인다.  이 지역은 대체로 농업, 특히 낙농업에 종사한다. 주요 거주지는 부르크도르프와 랑나우 마을이다.
베른주의 부르크도르프, 트라히젤발트(Trachselwald) 및 지그나우(Signau) 지역으로 구성된 에멘탈은 2010년 1월 1일 에멘탈-오버아어가우 행정 구역의 일부가 되었다.
프라우브룬넨구는 에멘탈과 베른-미텔란트로 나뉜다.

## 지리
에멘탈은 아레강의 오른쪽 제방에 상대적으로 낮은 산들로 구성되어 있다. 에멘탈은 부르크도르프와 졸로투른주의 경계 사이의 엠메와 일피스 분지를 포함한다. 주요 고지로는 에멘탈 알프스의 북서쪽 부분을 지배하는 산악 대산괴인 나프(Napf)가 있다.
풍경은 초원과 목초지가 지배하고 숲이 산재되어 있다.

## 경제

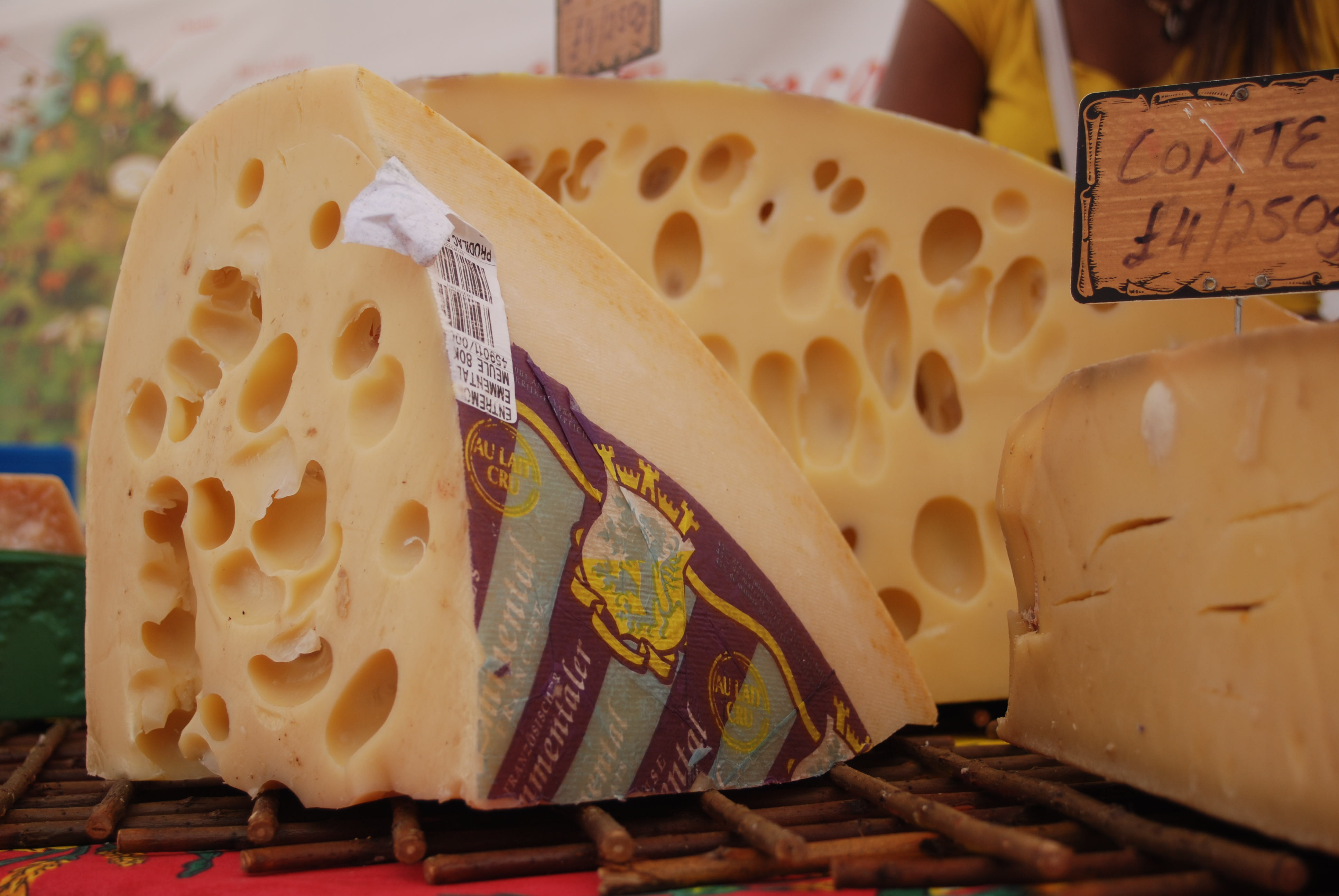
에멘탈 치즈

오리지널 에멘탈 치즈가 이곳에서 생산되며 낙농업이 여전히 지역 경제를 지배하고 있다. 이 지역의 도자기도 가치가 있으며, 이 지역의 도자기는 17세기 이후로 거의 변하지 않고 지속되었다.
관광업은 스위스의 다른 지역보다 이 지역에 미치는 영향이 적다.

## 문화
소설가 예레미아스 고트헬프(1797-1854)는 에멘탈의 목사였으며, 이 지역에 대해 썼다.
에멘탈은 또한 메노나이트의 역사에서 지배적인 역할을 했다.

### 건축물
전형적인 에멘탈 농가는 거의 지면에 닿는 큰 돌출부가 있는 가파른 지붕을 가지고 있다.